# Anelaphus subfasciatus
Anelaphus subfasciatus är en skalbaggsart som först beskrevs av Charles Joseph Gahan 1895.  Anelaphus subfasciatus ingår i släktet Anelaphus och familjen långhorningar.
Artens utbredningsområde är Guadeloupe. Inga underarter finns listade i Catalogue of Life.